# Filmy zgłoszone do rywalizacji o 32. rozdanie Oscara w kategorii filmu nieanglojęzycznego
W rywalizacji o statuetkę w 32. rozdaniu Oskara dla filmu nieanglojęzycznego wzięło  udział trzynaście filmów. Nominacjami zostały wyróżnione tytuły z Danii, Francji, Włoch i RFN. Statuetkę Oskara otrzymał film Czarny Orfeusz, dramat w języku portugalskim, nakręcony w Brazylii przez francuskiego reżysera Marcela Camusa. Film reprezentował Francję.
Holandia, Pakistan i dwie chińskojęzyczne kolonie brytyjskie Hongkong i Singapur, zaprezentowały swoje filmy po raz pierwszy. Nagroda została wręczona podczas gali w poniedziałek 4 kwietnia 1960. 

## Lista filmów zgłoszonych do rywalizacji o 32. rozdanie Oscara w kategorii filmu nieanglojęzycznego
| Zgłaszające państwo | Tytuł użyty w nominacji    | Tytuł oryginalny                            | Tytuł polski                 | Języki            | Reżyser               | Rezultat       |
| ------------------- | -------------------------- | ------------------------------------------- | ---------------------------- | ----------------- | --------------------- | -------------- |
| Dania               | Paw                        | Paw                                         | Chłopiec z dwóch światów     | duński            | Astrid Henning-Jensen | Nominacja      |
| Egipt               | The Nightingale's Prayer   | دعاء الكروان (Doaa al-Karawan)              |                              | arabski           | Henry Barakat         | Brak nominacji |
| Francja             | Black Orpheus              | Orfeu Negro                                 | Czarny Orfeusz               | portugalski       | Marcel Camus          | Wygrana        |
| Holandia            | The Village on the River   | Dorp aan de rivier                          | Wioska nad rzeką             | niderlandzki      | Fons Rademakers       | Nominacja      |
| Hongkong            | For Better, for Worse      | 雨過天青 (Yu guo tian qing)                 |                              | mandaryński       | Yueh Feng             | Brak nominacji |
| Indie               | The World of Apu           | অপুর সংসার (Opur Shôngshar)                    | Świat Apu                    | bengalski         | Satyajit Ray          | Brak nominacji |
| Japonia             | Fires on the Plain         | 野火 (Nobi)                                 | Ognie polne                  | japoński          | Kon Ichikawa          | Brak nominacji |
| Jugosławia          | Train Without a Timetable  | Vlak bez voznog reda (Влак без возног реда) | Bez rozkładu jazdy           | serbsko-chorwacki | Veljko Bulajić        | Brak nominacji |
| Meksyk              | Nazarín                    | Nazarín                                     | Nazarin                      | hiszpański        | Luis Buñuel           | Brak nominacji |
| RFN                 | The Bridge                 | Die Brücke                                  | Most                         | niemiecki         | Bernhard Wicki        | Nominacja      |
| Pakistan            | The Day Shall Dawn         | Jago Hua Savera                             | Słońce wschodzi nad Bengalem | urdu              | A. J. Kardar          | Brak nominacji |
| Singapur            | The Kingdom and the Beauty | 江山美人 (Jiang shan mei ren)               |                              | mandaryński       | Li Han-hsiang         | Brak nominacji |
| Włochy              | The Great War              | La Grande guerra                            | Wielka wojna                 | włoski            | Mario Monicelli       | Nominacja      |